# Bahnhof Kleinkummerfeld
Der Bahnhof Kleinkummerfeld liegt an der Bahnstrecke Neumünster–Bad Oldesloe. Er wird nur noch als Museum genutzt, Züge halten dort nicht mehr.

## Geschichte
Der Bahnhof Kleinkummerfeld wurde gemeinsam mit der Bahnstrecke am 10. Dezember 1875 eröffnet. Am 29. September 1984 wurde der Personenverkehr auf dem Teilstück Neumünster–Bad Segeberg eingestellt. Die Strecke wurde jedoch weiterhin teilweise im Güterverkehr bedient und betriebsfähig vorgehalten. Mit dem Personenverkehr wurde der Güterverkehr zwischen Rickling und Fahrenkrug aufgegeben, am 25. September 1988 auch zwischen Kleinkummerfeld und Rickling, am 30. Mai 1990 schließlich zwischen Neumünster und Kleinkummerfeld.
Das seit 1986 bestehende Eisenbahnmuseum Bahnhof Kleinkummerfeld in Kleinkummerfeld im Kreis Segeberg, Schleswig-Holstein wird vom Verein Eisenbahnfreunde Mittelholstein betrieben.
Nachdem das Bundesverkehrsministerium die von der Deutschen Bundesbahn beantragte Einstellung des Personenverkehrs auf der Reststrecke nicht genehmigte, wurde auf dem verbliebenen Teilstück Bad Segeberg–Bad Oldesloe ab dem Sommerfahrplan 1989 der Personennahverkehr im Stundentakt durchgeführt. Die Deutsche Bahn setzte Triebwagen der Baureihe 628 ein. Im Dezember 2002 wurde das stillgelegte Teilstück nach zahlreichen Verzögerungen für den Personenverkehr reaktiviert.
Der Bahnhof Kleinkummerfeld, der für die Bedienung des am 3. Juni 1956 eröffneten Anschlusses Rickling-Ölweiche notwendig war, wurde nicht wieder in Betrieb genommen. Die Anschlussstelle Rickling-Ölweiche konnte von Kleinkummerfeld nur mit geschobenen Zügen erreicht werden, da dort keine Umfahrungsmöglichkeit vorhanden war. Die Anschlussstelle wurde etwa 1983 vor der Betriebseinstellung zwischen Neumünster und Bad Segeberg aufgelassen. Der an der Anschlussstelle vorhandene Haltepunkt wurde am 30. Mai 1981 das letzte Mal bedient.

## Ausstellung

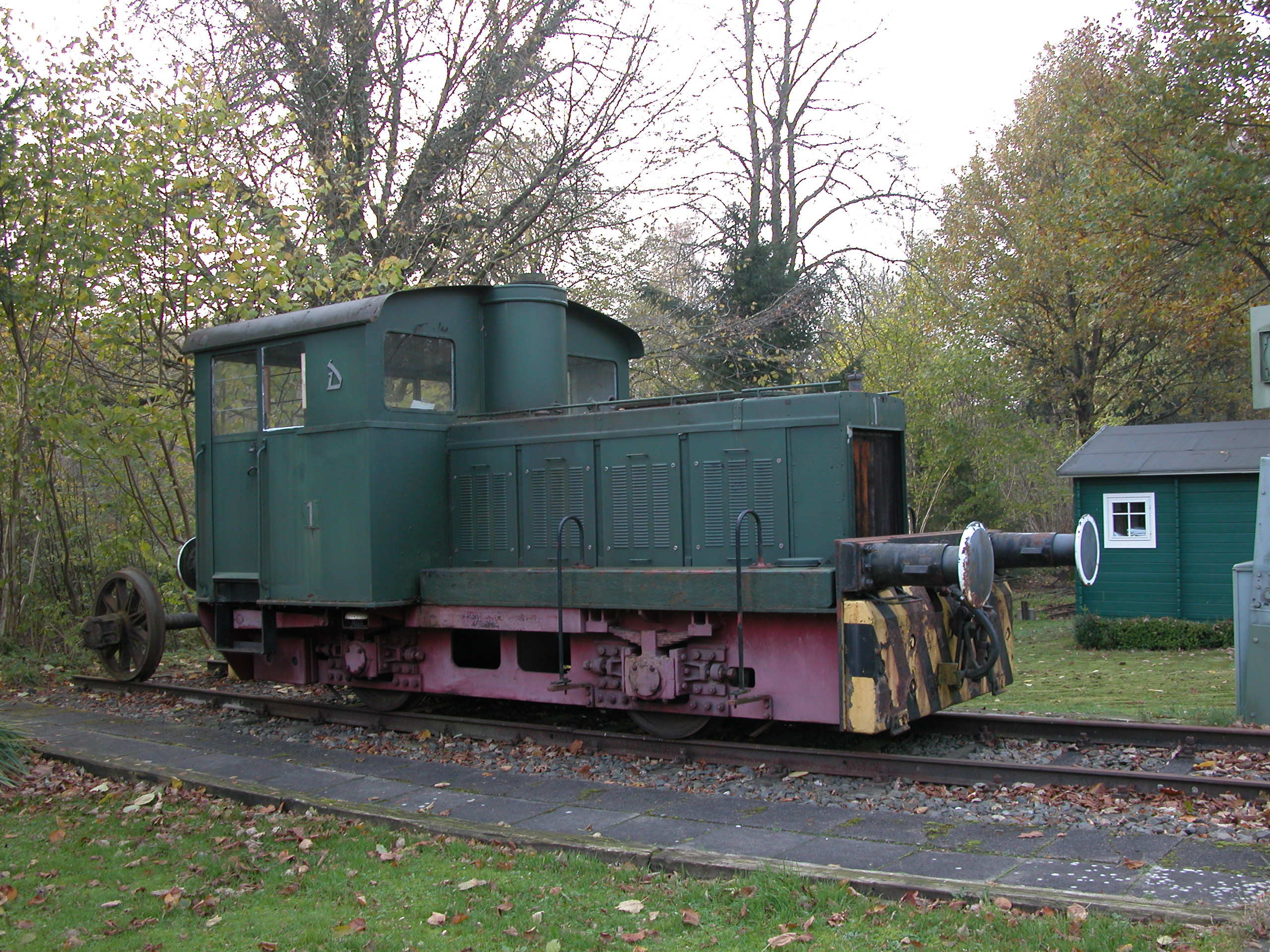
Diesellok Nr. 601 von DWK

Das Museum zeigt den Bahnbetrieb Ende des 20. Jahrhunderts.
Das Bahnhofsgebäude besitzt einen Fahrkartenschalter mit Fahrkartenausgabe und einen original erhaltenen Fahrkartendrucker. Der Nachbau eines 1. Klasse-Abteils eines Reisezugwagens wurde eingebaut und im Fahrdienstleiterraum ist das mechanische Stellwerk erhalten. Im Freigelände ist eine Signal-Sammlung aufgestellt.
Weitere Ausstellungsstücke sind eine Datenstation TA 1069 für das Integrierte Transportsteuersystem ITS, eine Modellbahn in Spur H0 mit dem Nachbau des Bahnhofes sowie des Anschlusses Rickling-Ölweiche, Uniformen, Mützen, alte Lampen und sonstige bahnhistorische Gegenstände.

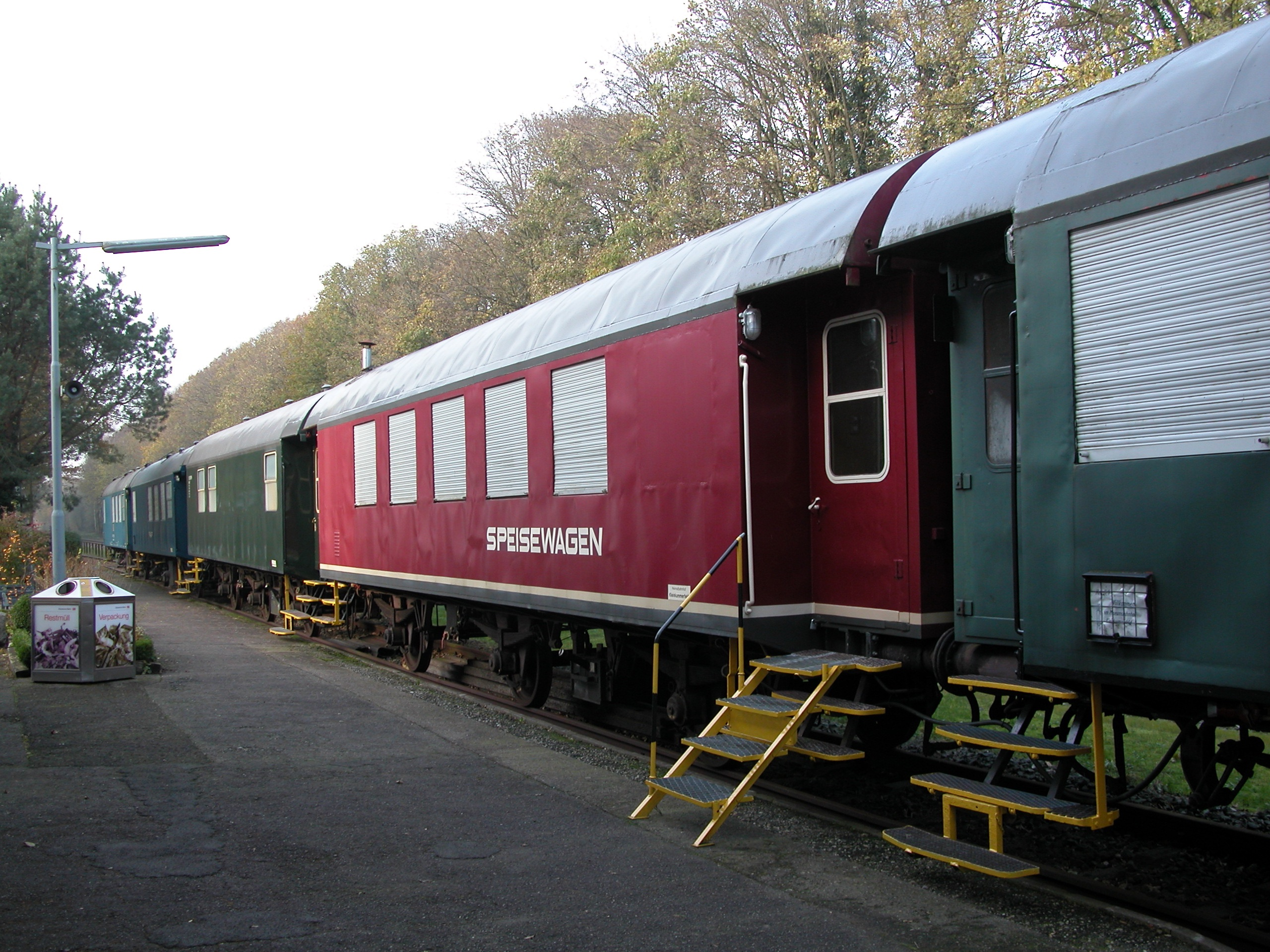
Ausstellungswagen

In sechs vorhandenen Umbau-Wagen sind eine weitere Modellbahnanlage, ein Speiseraum sowie ein Versammlungsraum eingerichtet, der Rest dient Lagerzwecken.
Dazu kommen unter anderen die Lokomotiven
- 110 PS Diesellok, Nr. 601/1937 von den Deutschen Werken in Kiel (DWK) an die Luftwaffe in Kiel-Friedrichsort geliefert und zuletzt bei den Stadtwerken Neumünster eingesetzt;[4]
- 140 PS Diesellok, Nr. 219/1959, Orenstein & Koppel für die Hamburger Hafenbahn, Indienststellung am 3. September 1959, zuletzt bei Bahnbedarf Nord Rickling-Ölweiche im Dienst;
- KLV 10 4001, Bereisungswagen der Bundesbahndirektion Hamburg[5] sowie
- eine Feldbahn.

## Eisenbahnfreunde Mittelholstein
Der Verein wurde 1985 gegründet und erwarb 1986 den stillgelegten Bahnhof Kleinkummerfeld von 1875 mit Grundstück und Nebengebäude von der Deutschen Bundesbahn.
Das Museum wird durch den Museumsverein betrieben und kann jeden Dienstag Nachmittag besichtigt werden. An zwei Wochenenden im Jahr öffnet das Museum im Rahmen der Kleinkummerfelder Modellbahntage sowie der Kleinkummerfelder Eisenbahntage.